# Bagad Cesson-Sévigné
Le Bagad Cesson-Sévigné (ou Bagad Saozon Sevigneg en breton) est un groupe de musique bretonne basé à Cesson-Sévigné, en Ille-et-Vilaine. Créé en 1988 et membre de la fédération Bodadeg ar Sonerion, il concourt depuis 2017 en 1re catégorie du championnat national des bagadoù.
L'association regroupe le bagad, un bagadig et une école de formation. Le bagad a supporté le stade rennais au Roazhon Park ou au Stade de France et a accompagné Carlos Nunez et Dan Ar Braz. 

## Historique

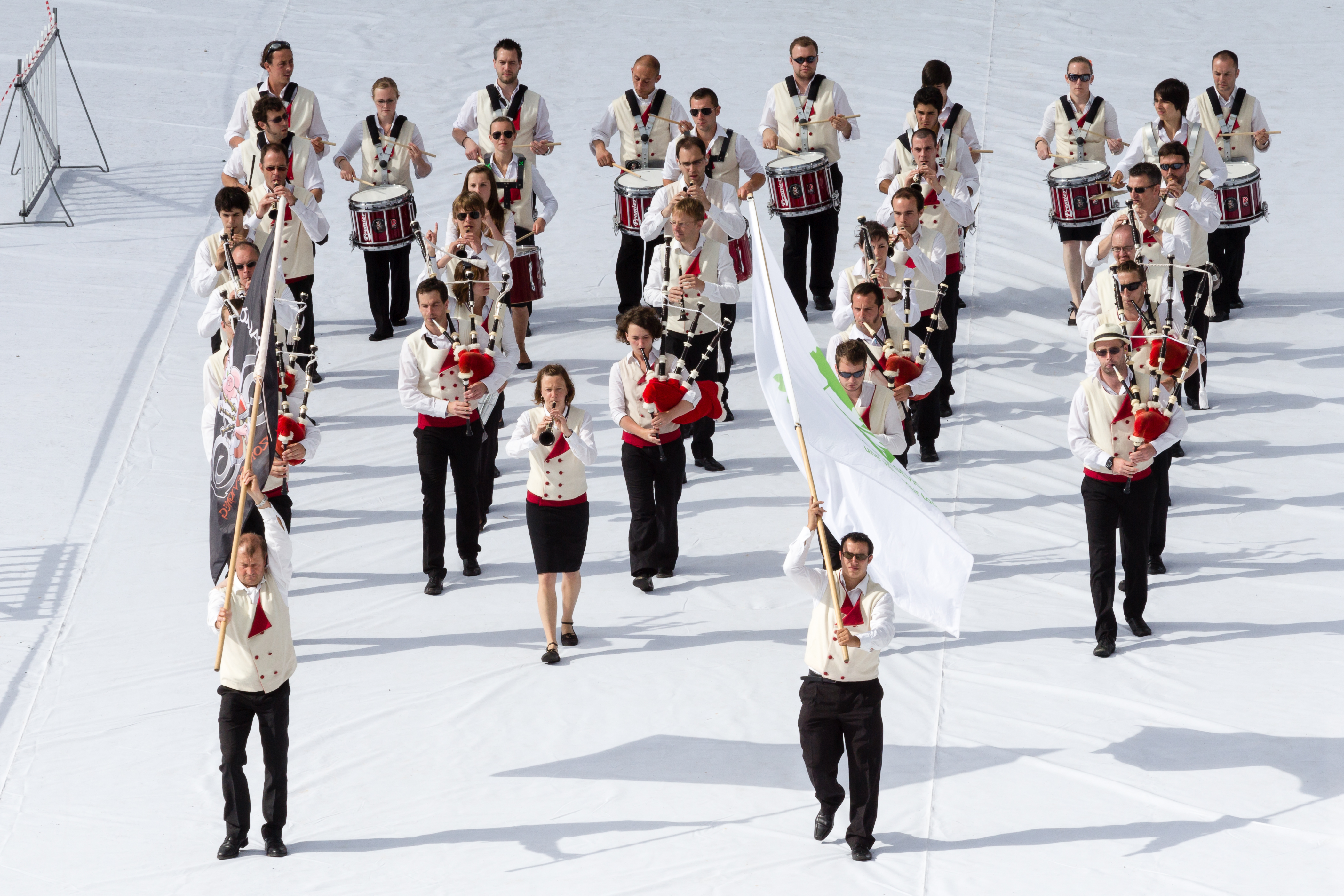
Le bagad à l'arrivée de la grande parade du festival interceltique de Lorient 2012.

L'association est créée en 1988 par Bob Guernigou à Cesson-Sévigné au sein du Cercle Celtique de Cesson-Sévigné.
Devenue association indépendante, le bagad poursuit son développement en privilégiant une démarche de formation et de diffusion, axée autour de son école de formation. 
Le Bagad Cesson Sévigné œuvre à la promotion de la culture bretonne sur tout le bassin rennais et au-delà de ses frontières. Bien que le quotidien des bagadoù dans le pays rennais ne soit pas toujours évident et propice à leurs développements, le Bagad Cesson Sévigné est devenu un acteur culturel important dans le bassin rennais. 
Dans ses créations, le Bagad Cesson Sévigné s'ouvre sur les musiques du monde, en multipliant des collaborations métissées avec des artistes issues d’horizons musicaux lointains.
En 2009, il se produit au Stade de France pour la finale de la coupe de France qui oppose Rennes à Guingamp.
Le bagad évolue en 2de catégorie de 2000 à 2017. Depuis 2017, la bagad évolue en 1re catégorie.

## Structure

### Association

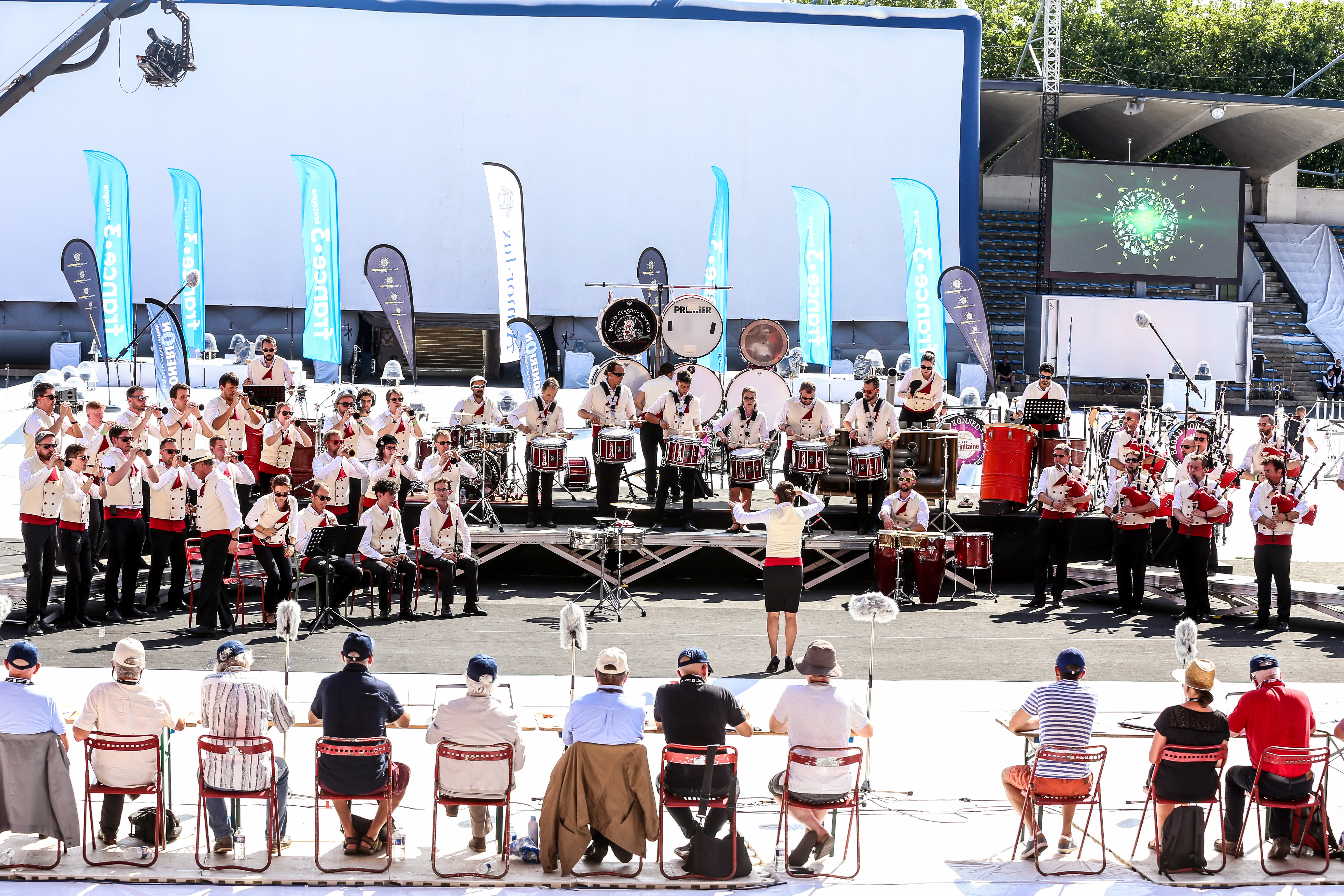
Concours de 1ère catégorie à Lorient en 2018.

L’association est composée d'un bagad, d'un bagadig et d'une école de formation. L'ensemble compte aujourd'hui 130 membres, dont près de la moitié sont en formation.

### Fonctionnement
Une Assemblée Générale,
Un Conseil d'Administration,
Un bureau (président, secrétaire, comptable et leurs adjoints),
Une commission musique (les pennoù du bagad et du bagadig),
Une école de musique (débutant, skolaj, bagadig),
Une commission Fest-Noz.

### Costume
- Veste croisée ivoire sans manche, revers rouge, double rangée de 4 boutons rouges
- chemise blanche
- Pantalon noir ou jupe noire
- Ceinture rouge
- Chaussures noires
- Chaussettes noires
- Caisse claire : fut rouge, peau claire
- Cornemuse : Poche rouge à garnitures ivoire, tubes et anche noirs avec bagues argentées

## Productions artistiques

### Créations scéniques
Le groupe est à l'origine de la création de plusieurs spectacles visant à métisser leur répertoire. La création « Afro Breizh » (2007) a ainsi vu se rencontrer les musiques traditionnelles bretonne et africaine, avec l'aide de la compagnie Dounia.
Depuis 2012, le groupe porte une nouvelle création, « Cuba y Breizh », mêlant cette fois la musiques cubaine aux thèmes de musique bretonne. Ce concert a notamment été joué lors du festival Yaouank à Rennes en 2012 et lors du festival des Filets bleus à Concarneau en 2013.
À Rennes, il joue au Liberté à Rennes en 2010 et 2019 avec Carlos Nunez et Dan Ar Braz et en 2016 avec Carlos Nunez. A Betton, il joue en première partie d'Alan Stivell en 2017 et accompagne Dan Ar Braz en 2020.
À partir de juin 2016, le Bagad Cesson-Sévigné est avec Brendan Perry (Dead Can Dance) à l'affiche de « No Land », une création originale écrite composée par le guitariste rennais Olivier Mellano. Large fresque « anti-identitaire » de 45 minutes, « No Land » a notamment été présentée lors du festival Rio Loco à Toulouse, les Tombées de la Nuit de Rennes ou les Nuits de Fourvière de Lyon.
L'album « No Land » sort le 10 novembre 2017 chez le label World Village (PIAS) et le bagad participe aux concerts suivants, notamment à Carhaix au festival des Vieilles Charrues le 19 juillet 2018.

### Discographie
- 2017 : « No Land » (Olivier Mellano, avec Brendan Perry et le Bagad Cesson / World Village [PIAS])
- 2010 : CD « 20 Ans »
- 2010 : DVD « 20 Ans »

## Résultats auchampionnat national des bagadoù

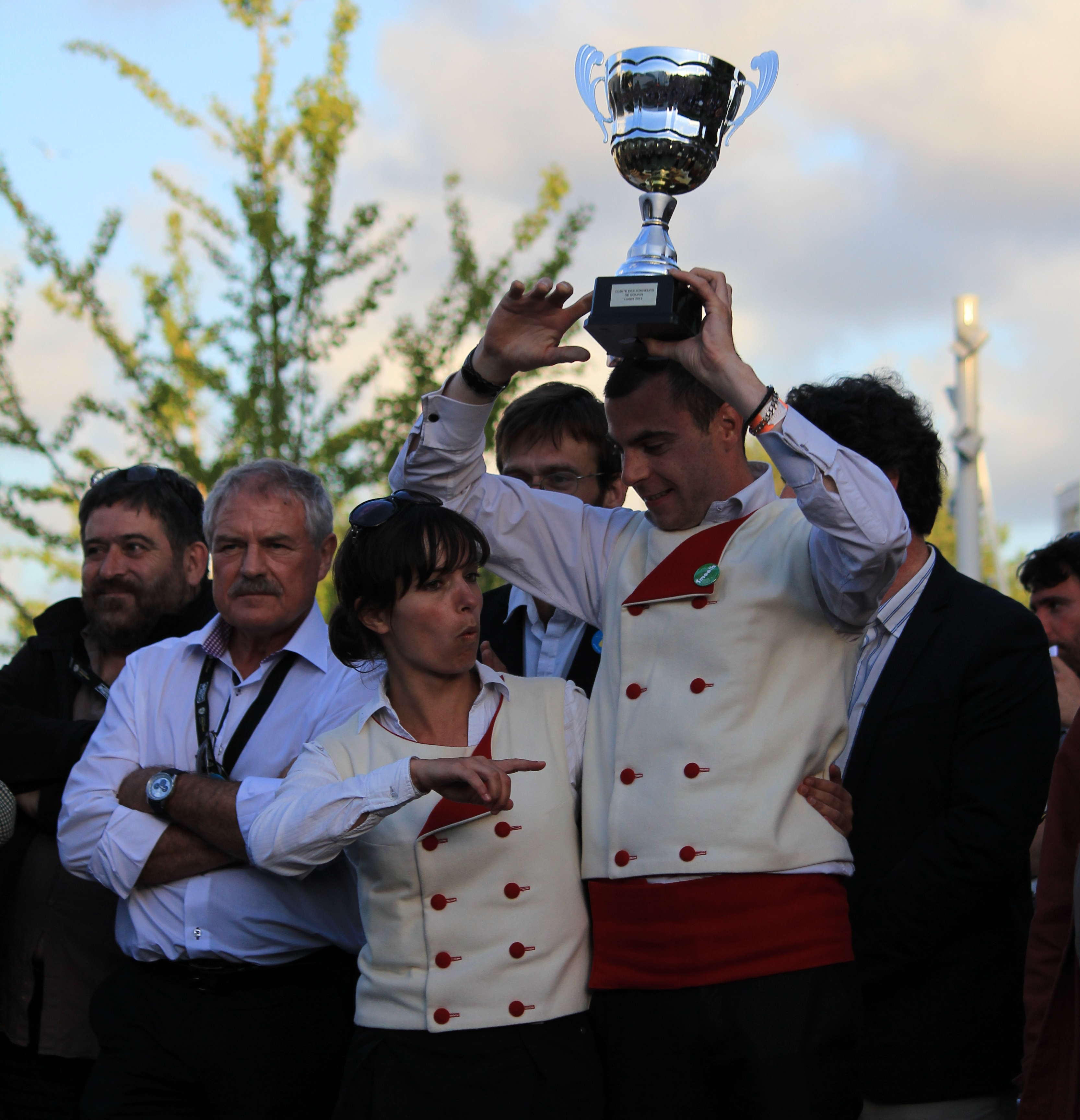
4e place à Lorient en 2013

- 1989 : confirmé en 4ème (en mai à Vire)
- 1994 : monté en 3ème (en août à Lorient)
- 1999 : monté en 2ème (en août à Lorient)
- 2008 : 3e de 2de catégorie
- 2009 : 7e de 2de catégorie
- 2010 : 4e de 2de catégorie
- 2011 : 5e de 2de catégorie
- 2012 : 3e de 2de catégorie
- 2013 : 4e de 2de catégorie.
- 2014 : Non classé
- 2015 : 6e de 2de catégorie
- 2016 : 6e de 2de catégorie
- 2017 : 2e de 2de catégorie[2]
- 2018 : 9e du concours d'hiver de 1re catégorie  (Brest) / 13e du concours d'été de 1re catégorie (Lorient)
- 2023 : 10e de 1re catégorie[12] (7e de 5e catégorie[13] pour le Bagadig)
- 2024 : 9e du concours d'hiver (Brest) de 1re catégorie[14]. Le bagadig gagne le concours de 5ème catégorie à Pont-l'Abbé.
- 2025 : 10e du concours d'hiver[15] (Brest) de 1re catégorie. Le bagadig est 3e de la poule 2[16] du concours de 4ème catégorie à Vannes.